# Cirrhochrista
Cirrhochrista é um gênero de mariposa pertencente à família Crambidae.